# Metanipponaphis silvestrii
Metanipponaphis silvestrii är en insektsart. Metanipponaphis silvestrii ingår i släktet Metanipponaphis och familjen långrörsbladlöss. Inga underarter finns listade i Catalogue of Life.